# بيل بارسونز
بيل بارسونز (بالإنجليزية: Bill Parsons)‏ هو لاعب كرة قاعدة أمريكي، ولد في 17 أغسطس 1948 في ريفرسايد في الولايات المتحدة.

## وصلات خارجية
- بيل بارسونز على موقعبيزبول رفرنس.كوم (الدوري الرئيسي) (الإنجليزية)
- بيل بارسونز على موقع جمعية أبحاث البيسبول الأمريكية (الإنجليزية)
- بيل بارسونز على موقع مشجعي الرسوم البيانية (الإنجليزية)